# Friedrich Engel-Jánosi

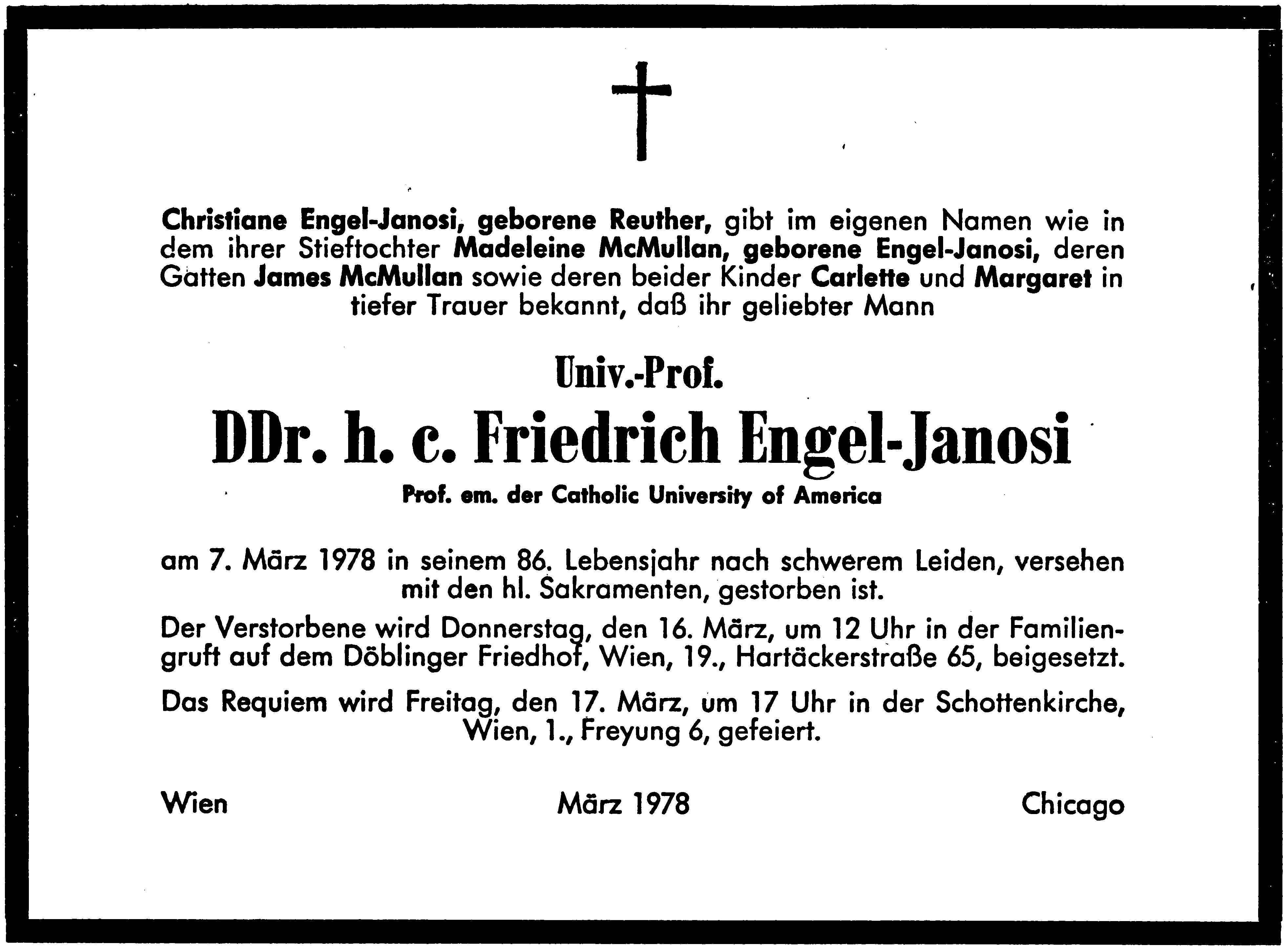
Todesanzeige, Die Presse (1978)

Friedrich Engel-Jánosi (* 18. Februar 1893 in Oberdöbling, heute Wien; † 7. März 1978 in Wien; geboren als Friedrich Engel von Jánosi, er selbst schrieb sich in seinen Publikationen Engel-Janosi) war ein österreichisch-amerikanischer Historiker.

## Leben
Friedrich Engel-Jánosi, Sohn des österreichischen Industriellen Moritz Engel de Jánosi, hatte ungarisch-jüdische Wurzeln, wurde aber römisch-katholisch getauft. Er erwarb das juristische und philosophische Doktorat, 1929 erfolgte die Habilitation.
Nach dem Anschluss Österreichs musste er 1939 nach Cambridge emigrieren, anschließend ging er nach Baltimore. Ab 1942 lehrte er in Washington, D.C., 1959 kehrte er nach Wien zurück und hatte bis 1969 eine Professur an der Universität Wien inne. Am 22. Februar 1978 wurde ihm die Ehrendoktorwürde der Universität Salzburg verliehen. Seit 1973 war er korrespondierendes Mitglied der British Academy.
Friedrich Engel-Jánosi war ein Enkel von Adolph Engel de Jánosi sowie Neffe von Josef Engel de Jánosi und Alexander Engel de Jánosi. Er wurde am Döblinger Friedhof bestattet.

## Publikationen
- Der Freiherr von Hübner: 1811–1892. Eine Gestalt aus dem Österreich Kaiser Franz Josephs. Wagner, Innsbruck 1933.
- The Growth of German Historicism. (Johns Hopkins University Studies in Historical and Political Science, Nr. 62,2) Johns Hopkins Press, Baltimore 1944.
- Österreich und der Vatikan. 1846–1918. 2 Bände. Styria, Graz 1958/1960; Band 1: Die Pontifikate Pius’ IX. und Leos XIII. (1846–1903); Band 2: Die Pontifikate Pius’ X. und Benedikts XV. (1903–1918).
- Geschichte auf dem Ballhausplatz. Essays zur österreichischen Außenpolitik 1830–1945. (Zur Feier des 70. Geburtstages von Friedrich Engel-Janosi als Festgabe des Historischen Instituts der Universität Wien zusammengestellt und herausgegeben von Fritz Fellner. Hans Friedl besorgte die Übersetzungen der im Journal of Central European affairs erstmals erschienenen Aufsätze) Styria, Graz 1963.
- Die politische Korrespondenz der Päpste mit den österreichischen Kaisern 1804–1918. In Zusammenarbeit mit Richard Blaas und Erika Weinzierl. Herold, Wien/München 1964.
- Die Wahrheit der Geschichte. Versuche zur Geschichtsschreibung in der Neuzeit. Oldenbourg, München 1973, ISBN 3-486-43891-3.
- … aber ein stolzer Bettler. Erinnerungen aus einer verlorenen Generation. Styria, Graz 1974, ISBN 3-222-10831-5.